# ヴァイマル＝オーラミュンデ伯
ヴァイマル＝オーラミュンデ伯（Graf von Weimar-Orlamünde）は、現在のテューリンゲン州をその領域とする独自の政治勢力及び当該地域を領有した領主の爵位。その領地は、隣接していないヴァイマル伯領とオーラミュンデ伯領からなっていた。その統治者は単に「オーラミュンデ伯」あるいは「ヴァイマル＝オーラミュンデ伯」とよばれた。

## 歴史

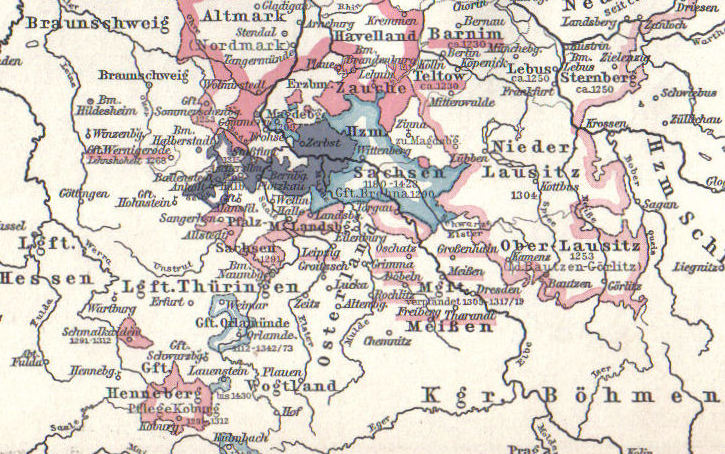
アスカニア家時代のオーラミュンデ伯領（左下の水色で囲まれた領域）

旧系統のヴァイマル伯家のオットー1世は、1060年頃オーラミュンデ伯に就くことに成功した。1062年オットーの長兄でヴァイマルを統治していたヴィルヘルム4世が子供を遺さずに亡くなり、オットーはヴァイマル伯位にも就くこととなった。これ以後、両地域はヴァイマル＝オーラミュンデ伯領として合併された。
1112年、ウルリヒ2世の死により旧系統のヴァイマル＝オーラミュンデ伯家は断絶した。遺産相続人は、前述のオットー1世の娘アーデルハイトで、結婚相手のバレンシュテット伯アーダルベルト2世（アルブレヒト熊公の祖父）のアスカニア家にもたらされた。神聖ローマ皇帝ハインリヒ5世をも巻き込んだ相続争いの後、ヴァイマル＝オーラミュンデ伯は、アーダルベルトの息子のライン宮中伯ジークフリート・フォン・バレンシュテット（1113年没）のものとなった。その後アスカニア家の分家が継承した後、本家のアルブレヒト熊公がこれを引き継いだ。
アルブレヒト熊公が1170年に亡くなると、アスカニア家の相続財産の分配によって、新系統のヴァイマル＝オーラミュンデ伯は、熊公の若い息子ヘルマン1世に引き継がれた。
その孫のヘルマン2世（1180年 - 1247年、1206年からヴァイマルを統治）の下でこの伯領は短い全盛期を迎える。ヴァイマル＝オーラミュンデ伯は所領の構築を始め、後にはヴェッティン家一門のテューリンゲン方伯と対立するようになった。しかし、ヘルマン2世の死後、彼の息子のヘルマン3世（1283年没）とオットー3世（1340年没）は所領を分割した。ヴェッティン家と対立していたこの伯家は、これでさらに弱体化し、深刻な財政上の問題が生じた。結局これによりヘルマン3世が相続したオーラミュンデ系の領地は1344年4月27日にヴェッティン家に買収されてしまった。
一方、オットー3世から始まるヴァイマル系の一門は孫のフリードリヒ1世の代の1365年まで続いたが、テューリンゲン伯戦争に敗れ、結局ヴァイマル伯領はヴェッティン家のものとなった。ヴァイマル伯家は帝国直轄領としても独立した政治勢力としても消滅し、ヴァイマル伯位は1372年に断絶するまでヴェッティン家の家臣として存在した。最後のヴァイマル伯ヘルマン6世の死後は、ヴェッティン家のヴァイマル領は完全にその封土として取り込まれ、最後までヴェッティン家の所領であった。ライプツィヒ周辺は1485年にエルネスティン家（ヴェッティン家エルンスト系）の手に渡り、1547年のエルネスティン家の降伏（「ヴィッテンベルクの降伏」）後は、ザクセン＝ヴァイマル公領、さらにザクセン＝ヴァイマル＝アイゼナハ大公国の拠点および居城となった。
また、アスカニア家のオットー10世が継承したヴァイマル＝オーラミュンデ伯領は、最初は傍流により引き継がれたが、1467年にヴェッティン家に最後の所領を奪われ、1486年に断絶した。

## ヴァイマル＝オーラミュンデ伯の一覧
以下に記す以前については、ヴァイマル伯、オーラミュンデ伯を参照のこと。
旧系統のヴァイマル家
- オットー1世、マイセン辺境伯　1062年 - 1067年
- ウルリヒ1世　1067年 - 1070年
- ウルリヒ2世　1070年 - 1112年

1112年5月13日、ヴァイマル伯家の男系が断絶し、伯領はアーデルハイト・フォン・ヴァイマル＝オーラミュンデ（オットー1世の娘）を介して、ライン宮中伯ジークフリート・フォン・バレンシュテット（アスカニア家）に渡った。
アスカニア家
- ジークフリート1世、ライン宮中伯　1112年 - 1113年
- ジークフリート2世　1113年 - 1124年
- ヴィルヘルム　1124年 - 1140年
- アルブレヒト熊公、ザクセン公のちブランデンブルク辺境伯　1140年 - 1170年
- ヘルマン1世　1167年 - 1176年
- ジークフリート3世　1176年 - 1206年
- アルブレヒト2世　1206年 - 1245年（弟のヘルマン2世と共同名義、実際の統治は行っていない）
- ヘルマン2世　1206年 - 1247年（兄のアルブレヒト2世と共同名義）
- ヘルマン3世　1247年 - 1283年
- オットー3世　1247年 - 1285年
- ヘルマン4世　1285年 - 1319年
- オットー4世　1285年 - 1305年
- オットー6世　1305年 - 1340年
- フリードリヒ1世　1340年 - 1365年、1365年にヴェッティン家の領主権を認めた
- ヘルマン6世　1365年 - 1372年、アスカニア家系最後のヴァイマル伯、ヴァイマル伯領はヴェッティン家の封土に併合された。